# Зовнішні острови Маврикію
Зовнішні острови Маврикію (англ. Outer Islands of Mauritius, фр. Îles éparses de Maurice) - адміністративна одиниця Маврикію, що включає кілька острівних залежних територій цієї країни, які омиваються водами Індійського океану і оточують острів Маврикій з півночі, північного сходу і сходу.

## Територія
Кожен острів або група островів є, поряд з самим островом Маврикій, адміністративною одиницею першого рівня та управляється Міністерством місцевого самоврядування та Зовнішніх островів (англ. Ministry of Local Government and Outer Islands).
При цьому державна приналежність двох таких територій - острови Тромлен і архіпелагу Чагос - Маврикієм лише заперечується. Острів Тромлен знаходиться під управлінням Франції, будучи частиною підрозділу заморського колоніального володіння Французькі Південні та Антарктичні території - одним з Островів Епарсе (Розсіяних островів).

Республіка Маврикій і її зовнішні острови. Територіальні претензії виділені білим.

Архіпелаг Чагос з декількома сусідніми островами, всупереч рішенням Генеральної Асамблеї ООН , був виділений британською владою в окреме володіння Британська територія в Індійському океані безпосередньо перед наданням незалежності Маврикію. Все цивільне населення архіпелагу було примусово виселено, а острів Дієго-Гарсія - зданий в довгостроковий лізинг США під військову базу .
Згідно своєї конституції, Республіка Маврикій включає наступні Зовнішні острови :
| №  | Назва                           | Кількість островів | Адм. центр   | Площа, км² | Населення, ос.     |
| -- | ------------------------------- | ------------------ | ------------ | ---------- | ------------------ |
| 1. | Родригес                        | 1                  | Порт-Матюрен | 108        | 41 669 (2014 року) |
| 2. | Агалега                         | 2                  | Він-Сінк     | 24         | 289 (2011)         |
| 3. | Каргадос-Карахос (св. Брендона) | 16                 | Рафаель      | 1,3        | 63 (2009)          |
| 4. | Тромлен                         | 1                  | -            | 0,8        | 0 (2012)           |
| 5. | Чагос                           | 64                 | Дієго-Гарсія | 56,1       | 3000 (2014 року)   |

Крім того, до Зовнішніх островів Маврикію відносять 49 дрібних незаселених острівців і скель, розташованих в прибережних водах островів Маврикій і Родригес (див. Islets of Mauritius ).

## Акваторія
Під суверенітетом Республіки Маврикій (тобто без спірних земель) територія займає 2040 км, це 169-е місце в світі. З них загальна площа Зовнішніх островів Маврикія (за вирахуванням самого однойменного острова) - всього 190,2 км². Крім них, в межах виключної економічної зони Маврикія перебувають кілька мілин (підводних банок) - Сая-де-Малья, Назарет, Судан та Хокінс.
Оскільки згадані архіпелаги, острови, рифи, скелі та мілини розкидані по західній частині Індійського океану на великих відстанях один від одного і кожен такий об'єкт оточений 200-мильною винятковою економічної зоною, Маврикій володіє значними морськими ресурсами - сукупно близько 2,3 млн км. Ця територія включає в себе і близько 396 тис. км², виділених у 2011 році ООН на продовженні Маскаренського континентального шельфу в спільне управління та експлуатацію Республіці Маврикій і Республіці Сейшельські острови .